# Zoo (film)
Zoo – film amerykański w reżyserii Robinsona Devora odtwarzający historię życia i śmierci Kennetha Pinyana, zoofila zmarłego w wyniku perforacji jelit podczas stosunku analnego z ogierem na farmie w amerykańskim stanie Waszyngton. Film miał premierę na festiwalu Sundance Film Festival w styczniu 2007, jako jeden z nominowanych 16 obrazów (z 856 zgłoszonych).
W filmie nie ma scen seksu ze zwierzętami, a jego forma pozostawia wiele miejsca wyobraźni widza. Większość scen kręcona jest nocą. Film portretuje środowisko zoofilów nie oceniając go, a wyciągnięcie wniosków pozostawia widzowi.